# Nessuno (Neffa)
Nessuno è un singolo del cantante italiano Neffa, pubblicato il 2 ottobre 2009 come secondo estratto dal sesto album in studio Sognando contromano.

## Video musicale
Il video è stato affidato nuovamente a Fabio Jansen e racconta una favola ambientata sulle ombre di un muro di una stanza di una bimba.

## Tracce
1. Nessuno (Giovanni Pellino)

## Formazione
- Neffa – voce
- Paolo Emilio Albano – chitarra acustica, chitarra elettrica
- Patrick Benifei – tastiera, cori, pianoforte
- Mauro Isetti – basso
- Paolo Muscovi – batteria